# Tridacna derasa
Tridacna derasa é uma espécie de bivalve da família Tridacnidae.
Pode ser encontrada nos seguintes países: Samoa Americana, Austrália, as Ilhas Cook, Fiji, Guam, Indonésia, Ilhas Marshall, Micronésia, Nova Caledónia, Marianas Setentrionais, Palau, Papua-Nova Guiné, as Filipinas, Ilhas Salomão, Tonga, possivelmente Ilhas Cocos, possivelmente Polinésia Francesa, possivelmente Tuvalu e possivelmente em Vanuatu.